# Wa (Ghana)
Wa és una ciutat de Ghana, capital del districte Municipal de Wa i de la Regió Superior Occidental. Wa té una població de 102.446 habitants segons el cens de 2012. Les característiques de la ciutat inclouen diverses mesquites, el Palau del Wa-Naa, un museu i un santuari d'hipopòtams a poca distància. La geografia de Wa és notable per la notable muntanya de Monadnock Ombo que es troba al voltant de Kaleo i és visible des de gran part de la població de Wa.
La ciutat serveix com un centre de transport per a la regió Superior Occidental, amb les principals vies d'accés al nord cap a Hamile, i al nord-est cap a Tumu i cap a la Regió Superior Oriental. També hi ha un petit aeroport, l'aeroport de Wa.